# Réseau articulaire du genou
Le réseau articulaire du genou est un réseau artériel anastomotique du membre inférieur entourant l'articulation du genou. Il est particulièrement dense à l'avant de la capsule de l'articulation où il forme le réseau patellaire.
Il est constitué des rameaux terminaux de l'artère descendante du genou ; du rameau descendant de l'artère circonflexe fémorale latérale ; de l'artère supéro-latérale du genou ; de l'artère supéro-médiale du genou ; de l'artère inféro-latérale du genou ; de l'artère inféro-médiale du genou ; de l'artère récurrente tibiale antérieure ; de l'artère récurrente tibiale postérieure.

## Anatomie fonctionnelle
Le réseau articulaire du genou assure une circulation collatérale pour alimenter la jambe lorsque le genou est complètement fléchi.